# كريس بيتي
كريس بيتي (بالإنجليزية: Chris Petit)‏ (1949، لندن في المملكة المتحدة)؛ ناقد سينمائي، مخرج أفلام، صحفي وروائي بريطاني.

## روابط خارجية
- كريس بيتي على موقع IMDb (الإنجليزية)
- كريس بيتي على موقع روتن توميتوز (الإنجليزية)
- كريس بيتي على موقع قاعدة بيانات الفيلم (الإنجليزية)